# Liste d'écrivains camerounais
 (août 2022).
Cette liste recense, de manière non exhaustive, et à compléter, les grands noms de la littérature camerounaise, les écrivains de nationalité camerounaise, en toute langue, du pays ou de la diaspora.
Elle peut retenir quelques noms d'écrivains non camerounais, surtout d'avant l'indépendance, et divers binationaux, ou d'auteurs revendiquant leur appartenance au Cameroun.

## A
- Séverin Cécile Abega (1955–2008), anthropologue, Les Bimanes (1982), La hache des chimpanzés (2001), Le Bourreau (2004), Jankina et autres contes pygmées (2003).
- Djaïli Amadou Amal (1975-), romancière, militante féministe, Walaande, l'art de partager un mari (2010), Mistiriijo, la mangeuse d'âmes (2013), Les Impatientes (2021), Cœur du Sahel (2022).
- Joyce Ashuntantang, poète et femme de lettres.
- Linus Asong (1947-2012), romancier de langue anglaise, peintre, critique littéraire, éditeur et humoriste.
- Marie-Thérèse Assiga Ahanda (1941-2014), chimiste, essayiste, politique, cheffe suprême ewondo, romancière, Sociétés africaines et 'High Society' : Petite ethnologie de l'arrivisme (1978), Je suis raciste (1982)
- Joseph Befe Ateba (1962-2014), évêque catholique, dramaturge, romancier, Dieu devant la barre, Yobo : la spirale de l'épreuve (2003), Le guêpier (2009), Le synode africain : un chantier permanent (2002)
- Charles Ateba Eyene (1972-2014), enseignant, politique, essayiste, La jeunesse camerounaise et l'éthique de responsabilité (1998), Crimes rituels, loges, sectes, pouvoirs, drogues et alcools au Cameroun : les réponses citoyennes et les armes du combat (2013)

## B
- Marc Alexandre Oho Bambe (1976 ou 1978- ?)[1], poète, slameur, romancier, essayiste, ADN (Afriques Diaspora Négritude) (2009), Le Chant des possibles (2014), Résidents de la République (2016), Diên Biên Phù (2018), Les lumières d'Oujda (2020)
- Philomène Bassek (1957–), romancière en langue française, auteure de La Tache de Sang
- Francis Bebey (1929–2001), musicien, parolier (Les Trois Petits Cireurs, Agatha Moudio'son, The Ashanti Doll, Enfant Pluie et Ministre et le Griot), lauréat du Grand prix de la Mémoire aux GPAL 2013
- Samuel-Martin Eno Belinga (1935-2004), géologue, universitaire, musicologue, essayiste, Littérature et musique populaire en Afrique Noire (1965), Introduction générale à la littérature orale africaine (1977), L'épopée camerounaise mvet, Moneblum ou l'homme bleu (1978), La femme, le coq et les balafons-- et autres chantefables (1999)
- Timba Bema (1980 ?), poète, nouvelliste, Les seins de l'amante  (2018), Les bateaux sombrent-ils en silence ? (2018), La promise (2020)
- Bate Besong (1954-2007), poète, dramaturge, critique littéraire, Polyphemus Detainee and Other Skulls (1980)
- Mongo Beti, pseudonyme d'Alexandre Biyidi Awala (1932–2001), romancier en langue française[2]
- Calixthe Beyala (1961–), romancière en langue française, documentariste, C'est le soleil qui m'a brûlée (1987), La Plantation (2005), Le Petit Prince de Belleville (1992), Asséze l'Africaine (1994)
- Jean-Godefroy Bidima (1958-), philosophe et écrivain, La palabre : une juridiction de la parole, Philosophie négro-africaine (coll. Que sais-je ?)
- Viviane Madeleine Ondoua Biwolé (1971-), universitaire, auteure, essayiste, 100 Femmes de l'émergence du Cameroun: troublantes analyses
- François Bingono Bingono (1959-), journaliste, écrivain, anthropologue, comédien et metteur en scène, Ekeké, Ma bôm nkul, j'apprend à jouer du tambour d'appel, Mafin et Tafin, Sidamour tue
- Victor Bouadjio (1955-), électronicien, éditeur, romancier, Demain est encore loin (1989, Grand Prix littéraire d'Afrique noire), Le mba (1999), La Veneta (2018)
- Fabien Eboussi Boulaga (1934-2018), philosophe, théologien, La crise du Muntu, Authenticité africaine et philosophie (1977/1997)
- Hemley Boum (1973-), romancière, Le Clan des femmes (2010), Si d'aimer… (2012), Les Maquisards (2015), Les jours viennent et passent (2019)
- Bole Butake (1947–2016)[3], dramaturge, The Rape of Michelle (1984), Lake God (1986), The Survivors (1989)

## D
- Marie Claire Dati (1955 -), poétesse, dramaturge, traductrice, Les Écarlates (1992), Les Caillots de vie (2001), C'est comment, non ? (2006), Le Préfet et les Maquisards (1996), La Carapace (2001)
- Paul Dakeyo (1948–), poète, éditeur, en Frande depuis 1969, Les Barbelés du matin (1973), La Femme où j’ai mal (1989)
- Fernando d'Almeida (1955–2015), poète[4], universitaire, journaliste, poète, Au seuil de l'exil (1976), L'arrière pays du mental (1991)
- Mbella Sonne Dipoko (1936-2009), anglophone, peintre, poétesse, romancière, A Few Nights and Days (1966), Because of Women (1969), Inheritors of The Mungo (1971), Black and White in Love (1972)
- Lydie Dooh Bunya (1933-), journaliste, féministe, autobiographe, La Brise du jour (1967)

## E
- Eugène Ébodé (1962-), journaliste, universitaire, conteur, poète, romancier, essayiste, Silikani (2006), Tout sur mon maire : parité, diversité, férocité (2008), Madame l'Afrique (2011), La Rose dans le bus jaune (2013), Souveraine Magnifique (2014), Le balcon de Dieu (2019)
- Gaston-Paul Effa (1965–), professeur de philosophie, poète, essayiste, romancier, Cheval-roi (2001), Le Dieu perdu dans l'herbe (2015), La verticale du cri (2019)
- Frieda Ekotto (1959-), professeure, critique, romancière, Chuchote pas trop (2005), Portrait d’une jeune artiste de Bona Mbella, (2010), Race and Sex across the French Atlantic: The Color of Black in Literary, Philosophical, and Theater Discourse  (2011)
- Jean-Marc Ela (1936-2008), universitaire, anthropologue, prêtre catholique, théologien, La plume et la pioche (1971), Cri de l'homme Africain (1980)
- Asomo Ngono Ela (1914-1970), chanteuse de l'épopée mvett boulou
- Stella Engama (1955-)[5], éducatrice, poétesse, romancière, Un Siècle d'agonie (1996-1998), Les chaînes du droit de cuissage (2002)
- Samuel-Martin Eno Belinga (1935–2004), géologue, poète, essayiste, European-Language Writing in Sub-Saharan Africa (1986), La prophétie de Joal (1975), Littérature et musique populaire en Afrique Noire (1965), Découverte des chantefables beit-bulu-fang du Cameroun (1970)
- Valère Epée (1938–), linguiste, musicien, poète, historien, Transatlantic Blues (1972), Frissons de nègre (1994), Les Civilisations du Cameroun : histoire, art, architecture et sociétés traditionnelles (co-auteur), Sur le chemin des traditions
- Éric Essono Tsimi (1981-), dramaturge, enseignant-chercheur, dramaturge, nouvelliste, romancier, Les Ex ne meurent jamais (2017), A Brief Eruption of Madness, L’Origine du Mal (2018), De quoi la littérature africaine est-elle la littérature ? : Pour une critique décoloniale (2022)
- Nathalie Etoké (1977-)[6], enseignante, essayiste, romancière, Un amour sans papier (1999), L'écriture du corps féminin dans la littérature de l'Afrique francophone au sud du Sahara (2010), Melancholia africana (2010)
- François-Borgia Marie Evembé (1938-), poète, nouvelliste, Sur la terre en passant (1966), Tempête (1967), Les morts de demain (1983)
- Elizabeth Ewombè-Moundo (1957 ?), anthropologue, fonctionnaire internationale, romancière, alias Emmanuel Mayo, Little toe et pebble, Le voyage abyssal, L'emmurement, Analua, La nuit du monde à l'envers
- Hansel Ndumbe Eyoh (1949–2006), comédien, metteur en scène, dramaturge, critique littéraire, Munyenge (1989), The Magic Fruit (1991), From Hammock to Bridges, World Encyclopedia of Contemporary Theatrec: Africa (1997, co-éditeur)
- Danielle Eyango, auteure, Juriste, Kotto Bass : Comme un oiseau en plein envol (2012), Kumba The Innocent’s Blood/ Kumba Le sang des innocents, Danielle Eyango et Al (2021).

## F
- Sylvain Wakeu Fogaing (1968-2021)[7], comédien, metteur en scène, dramaturge, humoriste, Le revers de la haine (2016)
- Michel Tagne Foko (1985-), journaliste, chroniqueur, romancier, essayiste, Le Secret du Mystique (2012)
- Romuald Fonkoua (1961-), universitaire, Les Champs littéraires africains (2001), Les héros et la mort dans les traditions épiques (2018)
- Bernard Fonlon (1924-1986)[8], universitaire, intellectuel, leader, politique, enseignant, The Torch and the throne (1991)
- Abraham Sighoko Fossi (1945-2015), pharmacien, Papa s'appelait Fossi Jacob: itinéraire d'un martyr de l'indépendance du Cameroun (2011)
- Christelle Nadia Fotso (1978-), avocate, entrepreneure, L’Empreinte des Choses Brisées, Amoureuse du Diable, Défigurée
- Vincent-Sosthène Fouda (1972-), journaliste, politologue, politique, Ma bague de fiançailles est en poil d'éléphant (2008), Cameroun, Génération 2011 : c'est le moment, nous devons nous y engager (2011)

## G
- Jo Güstin, (1987-), nouvelliste, romancière, scénariste, féministe, humoriste, 9 histoires lumineuses où le bien est le mal (2017), Ah Sissi, il faut souffrir pour être française ! (2019), Contes et légendes du Queeristan

## H
- Badiadji Horrétowdo (1970 ?)[9],[10], ingénieur, nouvelliste, romancier, Chronique d'une destinée (2006), L'Âme perdue (2013), Échos du bercail, Le Prince de Djenkana ( 2010) Hadja Binta

## I
- Jean Ikellé-Matiba (1936-1984), romancier, Cette Afrique-là (1963,Grand prix littéraire d'Afrique noire)

## J
- Assako Assako René Joly (1971-), géographe, essayiste,  L’Afrique (encore) dupée ? Propos d’un ingénu sur le développement du continent noir (2016), Je suis Assako Assako René Joly Chronique d’un destin démenti ? (2019)

## K
- Axelle Kabou (1955–), experte en communication stratégique, écrivaine, Et si l'Afrique refusait le développement ? (1991), Comment l'Afrique en est arrivée là ? (2010)
- Yodi Karone (1954–), dramaturge, nouvelliste, romancier, Umm ou le Sacre dernier ; Palabres de nuit (1978), Le bal des caïmans (1980), Nègre de paille (1982), À la recherche du cannibale amour (1988)
- Patrice Kayo (1942–2021), enseignant, poète, nouvelliste, conteur oral et essayiste, lauréat du Grand Prix des mécènes aux GPAL 2015
- Yodi Karone (1954–), romancier[2], Le bal des caïmans (1980), Nègre de paille (1982), À la recherche du cannibale amour (1988)
- Gaston Kelman (1953–), essayiste, conférencier, journaliste, Je suis noir et je n'aime pas le manioc (2004), Monsieur Vendredi en Cornouaille (2013)
- Hermine Kembo Takam Gatsing, juriste, essayiste, Le Système africain de promotion et de protection des droits de l'homme (2014), lauréate du Grand prix de la recherche aux GPAL 2014, Les droits de l'homme au cœur de la procédure pénale camerounaise (2016)
- Bassek Ba Kobhio (1957–)[11], vidéaste, Le grand blanc de Lambaréné (1994), Les femmes et le secret (1995), Sango Malo (2012), Le maître du canton (2012), La poule aux œufs d'or (2016)
- Ambroise Kom (1946–), universitaire, La malédiction francophone : défis culturels et condition postcoloniale en Afrique (2000), Dictionnaire des œuvres littéraires de langue française en Afrique au sud du Sahara (2001)
- Jean Koulagna (1967–), pasteur, universitaire, Le christianisme dans l'histoire de l'Afrique
- Thérèse Kuoh-Moukouri (1938–), féministe, magistrate, consultante, essayiste, romancière, Les Rencontres essentielles (1969), Les couples dominos (1973)
- Éric Delphin Kwégoué (1977–), dramaturge, metteur en scène, L’Ombre de mon propre vampire (2011), Les Génétiques (2014), Autopsie d’une poubelle, Taxiwoman, Igonshua (Jamais sans eux)
- Natali Kossoumna Liba'a (1976–), universitaire, Les éleveurs mbororo du Nord-Cameroun (2012), Les Salauds (2020)
- Dina Taïwé Kolyang (1965–), universitaire, auteur, Pulsation : Poèmes  (2010), la rupture ou les déboires d'une conversion (2012), Wanré le ressuscité (2008)

## L
- Merhoye Laoumaye (1959-), romancier, poète et nouvelliste :  La cloche et le tympan (poésie)[12], L'infortunée (roman)[13], Les lunettes du caméléon (nouvelles)[14].
- Max Lobe (1986-), romancier, L’Enfant du miracle (2011)

## M
- Sankie Maimo (1930-2013), dramaturge, lauréat du Grand prix de la Mémoire aux GPAL 2016, I Am Vindicated (1959), The mask (1980), Adventuring with Jaja (1988)
- Alima Madima, poétesse et auteure congolaise francophone, Voix d'une femme qui espère (2014), Splendeur Cachée (2013) Recueil de trente poèmes : Survie (2013)
- Nsah Mala (1988-), poète, chercheur, auteur enfance, Chaining Freedom (2012), Les Pleurs du mal (2019), Le petit Gabriel commence à lire
- Marie-Claire Matip (1938-), Ngonda (1955, publié en 1958)
- Claude-Joseph M'Bafou-Zetebeg (1948–)[15], poète en langue française[16], dramaturge, Perles sanglantes, La Couronne d'Épines (1973)
- Achille Mbembe (1956–), historien, politologue, universitaire, Les jeunes et l’ordre politique en Afrique noire (1986), De la postcolonie. Essai sur l’imagination politique dans l’Afrique contemporaine (2000), Critique de la raison nègre (2013), Brutalisme (2020)
- Charly Gabriel Mbock (1950-), anthropologue, politique, écrivain, La Croix du cœur (1982), Quand saigne le palmier (1978, 1980)
- Imbolo Mbue (1982-), romancière, anglophone, Voici venir les rêveurs (2016), Puissions-nous vivre longtemps (2021)
- Thomas Melone (1934-2000), universitaire, Le thème de la négritude et ses problèmes littéraires (1962), La critique littéraire et les problèmes du langage : point de vue d'un Africain (1970, article), Mongo Beti , l'homme et le destin (1971), Chinua Achebe et la tragédie de l’histoire (1973)
- Rémy Medou Mvomo (1938–)[17], romancier, dramaturge, Africa Ba'a (1969), Mon amour en noir et blanc (1971), Le Journal de Faliou (1972), La Quadrature du cercle vicieux (1974), Un petit noir haut comme trois boules de neige (2011)
- Béatrice Mendo (1973-), romancière francophone[18], La vie se moque d'être aigre-douce (2014), Le sang de nos prières (2018), L'argent n'a pas d'oreilles et autres contes (2021)
- Enoh Meyomesse (1954-), historien, romancier, essayiste, poète, Les grandes figures de l'histoire du Cameroun, Le combat des Bulu, Ntumu, Fong, Fang, Mvaé, Okak, Ngumba pour l'indépendance du Cameroun (2020), Mendomo rentre de guerre, Jibi jibi à ngà tyik nsis : le réveil du Sud,
- Léonora Miano (1973-), romancière, L'intérieur de la nuit (2005), Contours du jour qui vient (2006), La Saison de l'ombre (2013), Rouge Impératrice (2019)
- Simon Mol (Simon Moleke Njie, 1973-2008), journaliste, militant anti-raciste
- Pabé Mongo (1948–)[19], dramaturge, romancier, Un enfant comme les autres (1972) , Bogam woup (1980), Tel père, quel fils (1984), L'homme de la rue (1991)
- Isaac Moumé Etia (1889 -1939) ethnographe, poète, fabuliste, 1er écrivain camerounais d’expression française, 1er haut fonctionnaire camerounais, Quelques renseignements sur la coutume locale chez les Doualas (1920), Les Fables de Douala (Cameroun), en deux langues : français-douala (1930), Un petit recueil de proverbes Douala, L’interprète en pays Douala, La médecine indigène, Le Cameroun avant, pendant et après la guerre de 1914
- Léopold Moumé Etia (1913-2004)[20],[21], syndicaliste, politique, historien, écrivain, La Naissance du commerce au Cameroun (1978), Jengu (Djengou), Mammy Water (1978), M̀basá (1984), Histoire de Bona Eb̲ele̲ Deïdo, Douala, Cameroun (1986)
- Abel Moumé Etia (1919-2004), ingénieur météorologue, haut-fonctionnaire, écrivain, Le Foulbé du Nord-Cameroun (1948), La Randonnée de Ekoki Ewolo (1950), le Berceau de mon âme (1964)[22]
- Simon Mpondo (1950 ? -1979), ingénieur, écrivain,  From Independence to Freedom: A Study of the Political Thinking of Negro-African Writers in the 1960's (1971), The Seasons of the Rain
- Évelyne Mpoudi Ngolé (1953-), enseignante, romancière en langue française, Sous La Cendre Le Feu (2000), Petit Jo, Enfant Des Rues (2009)
- Mutt-Lon (1973-), monteur, romancier, Ceux qui sortent dans la nuit (2013), Les 700 aveugles de Bafia (2020)
- Engelbert Mveng (1930–1995)[23], prêtre jésuite, universitaire, historien, poète en langue française, Balafons (1972), Théologie, libération et cultures africaines (1996)
- Pierre Mviena Obama (1915-1988), religieux, essayiste, La notion de péché chez les Bëti du Sud-Cameroun face à la Révélation chrétienne (1968), L'univers culturel et religieux du peuple béti (1971, Grand prix littéraire d'Afrique noire)

## N
- Bernard Nanga (1934–1985)[24], universitaire, romancier, francophone, Les Chauve-Souris (1980), La Trahison de Marianne (1984)
- David Ndachi Tagne (1958-2006)[25], journaliste, animateur culturel, critique littéraire, romancier, dramaturge, M. Handlock (1985), La reine captive (1986), La vérité du sursis (1987), Sangs mêlés, sang péché (1992)
- Hubert Mono Ndjana (1946-), universitaire, philosophe, essayiste, dramaturge, Echec et chèque (1974), Histoire de la philosophie africaine (2009)
- Blaise N'Djehoya (1953-), journaliste, documentariste, Un regard noir. Les Français vus par les Africains (1984), Le Nègre Potemkine (1988)
- Alexandre Kum'a Ndumbe III (1946-)[26],[27], germanophone, historien, militant, fondateur d'AfricAvenir, Amilcar Cabral ou La tempête en Guinée-Bissao (1976), Dialogue en Noir et Blanc (1989, avec Jean-Yves Loude)
- Simon Ngaka (1977–), musicien, auteur-compositeur, romancier, journaliste, Destins Liés (2019), Prisonniers de l'informel : Vivre au jour le jour (2020)
- Patrice Nganang (1970– ), universitaire, nouvelliste, poète, essayiste, romancier, La Promesse des fleurs (1997), Temps de chien (2001), La Joie de vivre (2003), Mont Plaisant (2010), La Saison des prunes (2013), Empreintes de crabe (2018)
- Pierre Ngijol Ngijol (1934-2009), universitaire, homme de lettres, essayiste, poète[28],[29],[30],[31], Les Fils de Hitong (1982)
- Jeanne Ngo Maï (1933-2008), poétesse en langue française, Poèmes sauvages et lamentations (1967)
- Marie Julie Nguetse[32], universitaire, poétesse, romancière,  D'Amour et de flèches ! (1998), Graine de sang (2002), Le Péché des agneaux (2007), Sans El les dieux ne voleraient pas si haut (2011)
- Simon Njami (1962–), romancier, biographe, commissaire d’exposition, essayiste, critique d’art, Cercueil et Cie (1985), Les Enfants de la Cité (1987), African Gigolo (1989), Les Clandestins (1989)
- Claude Njiké-Bergeret (1943-), présidente du jury des GPAL 2015, autobiographe, Ma passion africaine (2000), La Sagesse de mon village (2000)
- Ebénézer Njoh-Mouellé (1938-), philosophe, politique, L'aspiration à être (2002)
- Adamou Ndam Njoya (1942-2020)[33], universitaire, politique, poète, dramaturge, Prières et chants de louanges à Dieu (1975), Les Amo : recueil de poèmes Ndam et Raynier (1982)
- Nadine Ndjomo (1992-), journaliste et autrice de romans autobiographiques, Débrouille-toi, tu es une femme (2021), Captive (2024)
- Rabiatou Njoya (1945-2020), Momafon, nouvelliste, poétesse, Ange noir, Ange blanc (1971), La Dernière aimée (1980), De Njoya à Njimoluh : cent ans d'histoire bamoun (1984),Raisons de royaume (1990), Les cloches du prédateur (2014)
- John Nkemngong Nkengasong (1959-), universitaire, dramaturge, poète, romancier, The call of blood (2010), A Madding Generation (2012), Achakasara (2011)
- Jacques Fame Ndongo (1950- ), essayiste, romancier, poète, dramaturge, homme politique, Le phénomène Paul Biya. Essai de sémiotique arithmétique (2019)
- Agnès Ngoh Nzuh (-), femme de lettres camerounaise, Les poussin têtus : contes de la savane et de la forêt (1997).

## O
- Raphaël Onana (1919-2002), militaire, magistrat, associatif, Un homme blindé à Bir-Hakeim (1996)
- Joseph Owono (1921-1981), politique, diplomate, romancier, Tante Bella (1959)
- Ferdinand Oyono (1929–2010), romancier, politique, diplomate, Une vie de boy (1956), Le Vieux Nègre et la médaille (1956), Chemin d'Europe (1960)
- Guillaume Oyônô Mbia (1939–2021), conteur, dramaturge, francophone et anglophone, Trois Prétendants un mari (1964), Notre fille (1980) (1984), président du Jury des GPAL 2013, lauréat du Grand Prix des mécènes aux GPAL 2014
- Marc Alexandre Oho Bambe, Slameur, écrivain, le chant des possibles (2014), la vie poème (2022), De terre, de mer, d'amour et de feu (2017)

## P
- René Philombé (1930-2001), pseudonyme de Philippe-Louis Ombede (1930–2001), journaliste, poète, romancier, dramaturge, Lettres de ma cambuse (1964), Les blanc partis, les nègres dansent (1973), Les trouble-fêtes d'Africapolis (1978), Bedi-Ngula, l'ancien maquisard (2002)
- Careen Pilo (1980-), diplomate, romancière, Sous le charme d’une prostituée (2009), Quand l’espoir se réveille… (2013)
- Louis-Marie Pouka-M'Bague (1910–1991), journaliste, poète, Les rêveries tumultueuses, Les amours illusoires, Les Poukaiades, Pêle-mêle

## R
- Kong Robert (1966-2022), pasteur, théologien, philosophe, enseignant universitaire, La problématique de la coexistence de l’ivraie et du bon grain (2010), Crimes et responsabilités métaphysiques au Cameroun Perspectives (2011), Quand l’homosexualité me tient ou les Miettes de la pensée (2012), Comment faire échec à l’oppresseur ? (2013), Ou bien… Ou bien… (2014), Quand la raison déraisonne la raison (2016), Problème de l’existence (2017), Quand le monde rit (2019), Apprendre à mourir chez Platon (2020), Le diable au mur de l’école (2021), Le droit de mourir pour la vérité (2022).

## S
- Charles Salé (1952-), politique, romancier, auteur, La'afal. Ils ont dit (2014, Grand prix des Belles-Lettres, GPAL 2014)
- François Sengat Kuo (1931–1997), politique, diplomate, poète en langue française, Fleurs de Latérite (1971), Heures rouges, Collier de Cauris (1970)

## T
- Hervé Tadié (1978-), nouvelliste, L'atelier de presse (2006), Le Fils de l'homme (2007), Des points de misères (2010), Le fils du diable (2011)
- Jean Bruno Tagne (1980 ?), journaliste, essayiste, Programmés pour échouer (2010), La Tragédie des Lions Indomptables (2014), Accordée avec Fraude (2019)
- Kouam Tawa (1974-), dramaturge, poète, metteur en scène, Pourquoi m'appelle-t-on parapluie ? (2018), A comme Afrique (2020), Rituel pour faire le deuil d’une guerre oubliée, Errances
- Éric Théophile Tchoumkeu, écrivain et éditeur, Entre canicule et rêves (2017), Abakar Ahamat: Une seconde vie active (2021), Bon Vent Samuel Eto'o Fils (2022)
- Élizabeth Tchoungui (1974-), journaliste, animatrice de télévision, Je vous souhaite la pluie (2008), Bamako Clima (2010)
- Bertrand Teyou (1969-2020), essayiste, activiste, exilé, L'archipel des pingouins (2012)
- Diane-Annie Tjomb (1988-) écrivaine, Des mots parlants (2019), Tuba B., celle qui possède la force (2023)
- Florence Tsagué Assopgoum (1977-), politologue, romancière, Femmes connues, coépouses inconnues (2009)
- Marcien Towa (1931-2014), philosophe, essayiste, Essai sur la problématique philosophique dans l'Afrique actuelle (1971), Léopold Sédar Senghor : Négritude ou Servitude ? (1971), Poésie de la Négritude. Approche structuraliste (1983), Histoire de la pensée africaine (2015)

## W
- Werewere-Liking (1950–), artiste pluridisciplinaire, poétesse, romancière, La Mémoire amputée (2004)
- Woungly-Massaga (1936-2020), politique, essayiste, Où va le Cameroun ? (1984)

## Y
- Hermine Yollo, Metteuse en scène, Auteure, Carré rouge (2024), la nuit suffit (2018), on ne braque pas le Père Noël (2018)

## Z
- Marcel Zang (1954-2016), poète, dramaturge, Mon Général (2011), Pure vierge (2007), L'exilé (2002)
- Delphine Zanga Tsogo (1935-2020), politique, Vie de femmes (1983), Ekobo ou l’Oiseau en cage (1984)

## Source de la traduction
- (en) Cet article est partiellement ou en totalité issu de l’article de Wikipédia en anglais intitulé « List of Cameroonian writers » (voir la liste des auteurs).